# Harita nebulosa
Harita nebulosa là một loài bướm đêm trong họ Erebidae.